# Normand Cloutier
Pour les articles homonymes, voir Cloutier.
Normand Cloutier, né à East Broughton le 9 décembre 1932 et mort à Montréal le 8 septembre 2012, est un producteur canadien.

## Biographie
Normand Cloutier fait ses études classiques au Séminaire de Québec, obtient son B.A. et, concurremment, son B.Ph de l'université Laval en 1954. Il termine sa scolarité par une maîtrise en sociologie à l'université Laval en 1958 et, grâce à une Bourse du Conseil des arts du Canada, celle de la licence en philosophie de l'université de Montréal en 1959. Après quoi il s'engage immédiatement dans le journalisme, d'abord au Petit journal de 1959 à 1960. Dans les années 1960, il pratique toutes les formes de journalisme, écrit (MacLean et Culture vivante, notamment), télévisuel (Les Apprentis, 20 ans-Express, Présence de l'art, Canada-Express) et radiophonique (Partage du jour).
En 1969, il devient producteur à l'ONF et directeur du programme Société nouvelle/Challenge for Change. C'est dans le cadre de ce dernier programme et particulièrement sous son impulsion que naît le Vidéographe et qu'on amorce le programme En tant que femmes à l'ONF. En 1972, il passe au ministère des Communications du Québec où, chargé de projets spéciaux au bureau du Sous-ministre, il met sur pied le service du développement des médias et les opérations par satellites du Québec, particulièrement les communications par satellite France-Québec. 
De retour à Montréal à partir de 1974, il revient au journalisme et participe à de nombreuses recherches sur les communications. En 1979, il est nommé secrétaire exécutif du groupe de travail sur les Musées Scientifiques présidé par Fernand Seguin.
Dans les années 1980, en sus de nombreuses consultations sur les communications et la radiodiffusion, on lui doit plusieurs dossiers diffusés à Radio-Canada dont l'Invasion des ordinateurs (1982), les Gestionnaires de la mort (1985, prix du meilleur documentaire des télévisions publiques de langue française), Vivre avec la psychose (1987, meilleur reportage télévisé, prix Jean-Charles-Pagé), etc.
À la fin de sa carrière, en 1997, il est rédacteur en chef aux affaires publiques télé de Radio-Canada.

## Filmographie
- 1971 : En ce jour mémorable
- 1972 : Les Taudis
- 1972 : Le Sol urbain
- 1972 : Les Rives
- 1972 : Rénovation urbaine
- 1972 : Réhabilitation des habitations
- 1972 : Où va la ville? (2e partie)
- 1972 : Où va la ville? (1re partie)
- 1972 : Locataires et propriétaires
- 1972 : Le Labyrinthe
- 1972 : Griffintown
- 1972 : Entretien avec Henri Lefebvre
- 1972 : Concordia II
- 1972 : Concordia I
- 1972 : L'Automobile
- 1972 : L'Attitude néerlandaise
- 1972 : Tranquillement, pas vite
- 1972 : Dans nos forêts
- 1972  : Un lendemain comme hier
- 1973 : Reaction: A Portrait of a Society in Crisis
- 1974 : Action: The October Crisis of 1970